# McDonnell Douglas MD-94X
McDonnell Douglas MD-94X — проект реактивного авиалайнера, который планировалось запустить в производство в 1994 году. Предполагаемая вместимость самолёта составляла от 160 до 180 пассажиров; компоновка кресел неизвестна. Самолёт разрабатывался в 1980-е годы для конкуренции с подобным Boeing 7J7. Компоновка планёра напоминала MD-80, однако предполагались и новшества в виде переднего горизонтального оперения, управление ламинарным и турбулентным пограничным слоем, боковые ручки управления в сочетании с оптико-волоконной системой передачи сигналов и алюминиевые сплавы в конструкции. Несмотря на предполагавшуюся 60-ти процентную экономию топлива, интерес авиакомпаний к новой машине оказался незначительным. Это же послужило причиной закрытия проекта Boeing 7J7.
В то же время McDonnell Douglas разрабатывал турбовинтовую версию MD-80. Модель «MD-91X» должна была вмещать 100—110 пассажиров и войти в строй в 1991 году, а модель «MD-92X» имела бы вместимость 150 пассажиров и была бы запущена в эксплуатацию в 1992 году. Предполагалось дорабатывать и существующие варианты DC-9 и MD-80, устанавливая на них новые турбовинтовые двигатели.

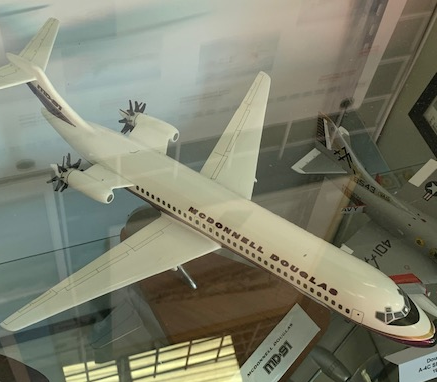
Концепт-модель самолёта McDonnell Douglas MD-91.